# Geoesquema de las Naciones Unidas para Asia

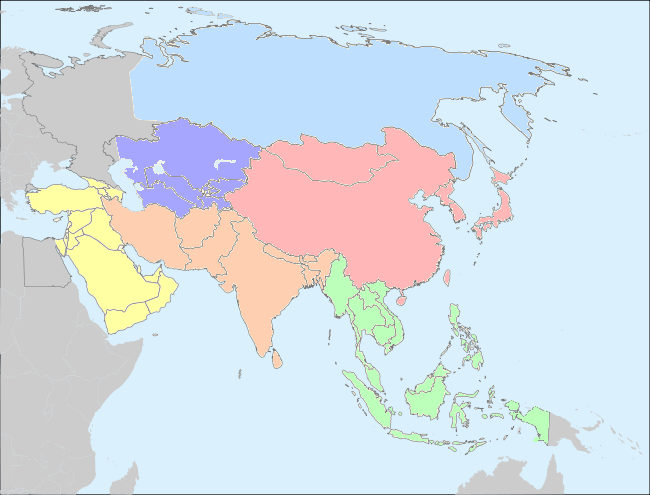
Geoesquema de las Naciones Unidas para Asia

La siguiente es una lista alfabética de subregiones en el geosquema de las Naciones Unidas para Asia. La UNSD señala que "la asignación de países o áreas a agrupaciones específicas es para conveniencia estadística y no implica ningún supuesto con respecto a la afiliación política o de otro tipo de países o territorios".

## Asia del Sur
| - Afganistán - Bangladés - Bután - India - Irán | - Maldivas - Nepal - Pakistán - Sri Lanka |

## Asia Central
- Kazajistán
- Kirguistán
- Tayikistán
- Turkmenistán
- Uzbekistán

## Asia Occidental
| - Armenia - Azerbaiyán - Baréin - Chipre - Georgia - Irak | - Israel - Jordania - Kuwait - Líbano - Omán - Catar | - Arabia Saudita - Autoridad Palestina - Siria - Turquía - Emiratos Árabes Unidos - Yemen |

## Asia Oriental
| - China - Hong Kong - Macao - Japón | - Mongolia - Corea del Norte - Corea del Sur |

### Nota sobre Taiwán
Varias instituciones y documentos de investigación que utilizan esquemas de clasificación basados en el geosquema de la ONU incluyen a Taiwán por separado en sus divisiones de Asia oriental. (1) La "contención territorial de Unicode CLDR (ONU M.49)" incluye a Taiwán en su presentación de la ONU M.49. (2) El conjunto de datos de mapa en dominio público Natural Earth tiene metadatos en los campos denominados "region_un" y "subregion" para Taiwán. (3) La división regional recomendada por Lloyd's of London para Asia Oriental (divisiones estadísticas de la ONU de Asia Oriental) contiene a Taiwán. (4) Basado en las divisiones estadísticas de las Naciones Unidas, el APRICOT (conferencia) incluye a Taiwán en el este de Asia. (5) Estudiando la usabilidad del sitio web en Asia, Ather Nawaz y Torkil Clemmensen seleccionan los países asiáticos en base a las divisiones estadísticas de las Naciones Unidas, y Taiwán también está incluido. (6) Taiwán también está incluido en el Geosquema de las Naciones Unidas de Asia Oriental en una revisión sistemática sobre el trastorno por déficit de atención con hiperactividad.

## Sudeste Asiático
| - Brunéi - Camboya - Indonesia - Laos - Malasia - Birmania | - Filipinas - Singapur - Tailandia - Timor Oriental - Vietnam |